# Walther Heiss
Walther H. Heiss (* 1. Juli 1932 in Schwandorf/Oberpfalz) ist Kinderchirurg und medizinischer Wissenschaftler.

## Leben
Geboren am 1. Juli 1932 als Sohn des Krankenhaus-Chefarztes Ernst Heiss zu Schwandorf. Er war Schüler von Rudolf Zenker und arbeitete im Forschungsteam mit, das die Herz-Lungen-Maschine entwickelte und die ersten Operationen am offenen Herzen durchführte. Zum Chirurgenkongress 1959 organisierte er die erste Direktübertragung in Eidophor-Grossbildprojektion aus einem Operationssaal. Seit 1964 ist Walther Heiss Facharzt für Chirurgie und seit 1971 Facharzt für Kinderchirurgie. Er ist ein Gründungsmitglied der Deutschen Gesellschaft für Kinderchirurgie. Mit seiner Habilitation „Polymerisierende Kunststoffe zum Nahtersatz“, die er im Jahr 1968 an der Universität Heidelberg erhielt, beteiligte er sich  maßgeblich an der Entwicklung moderner Wundklebestoffe sowie an der Ausarbeitung neuer Operationstechniken und ihrer Anwendung. Im Jahr 1978 wurde er zum Chefarzt der Kinderklinik St. Katharinen zu Trier (später Krankenanstalt Mutterhaus der Borromäerinnen) ernannt.
Nach Einstellung der beruflichen Tätigkeit 1991 ist er ehrenamtlich im Senior Expert Service (SES) und für die African Medical and Research Foundation (AMREF) als Flying Doctor tätig. 
Im Herbst 1997 gründete er den gemeinnützigen Verein „Afrikanische Kinder in Not e.V. Trier“ und kümmerte sich um die Organisation und Durchführung zahlreicher karitativer Projekte zum Bau von Schulen und Krankenstationen sowie Heimen für Straßenkinder und ärztliche Betreuung der Massai. Tätigkeitsschwerpunkte waren Kenia und Tansania.

## Ehrungen
- 15. März 2000: Bundesverdienstkreuz am Bande für seine ehrenamtliche Tätigkeiten